# Ruud
Ruud ist als niederländische Kurzform von Roelof oder Rudolf ein niederländischer männlicher Vorname sowie als Variante von Rud ein vom altnordischen ruð abgeleiteter norwegischer Familienname.

## Namensträger

### Vorname
- Ruud Boffin (* 1987), belgischer Fußballtorhüter
- Ruud Bosch (* 1984), niederländischer Badmintonspieler
- Ruud Breuls (* 1962), niederländischer Jazzmusiker
- Ruud Brink (1937–1990), niederländischer Jazzmusiker
- Ruud Degenaar (1963–1989), niederländisch-surinamischer Fußballspieler
- Ruud van Empel (* 1958), niederländischer Fotokünstler
- Ruud van Feggelen (1924–2002), niederländischer Wasserballspieler
- Ruud Geels (1948–2023), niederländischer Fußballspieler
- Ruud van Ginneken (* ≈1945), niederländischer Badmintonspieler
- Ruud Gullit (* 1962), niederländischer Fußballspieler und -trainer
- Ruud ter Heide (* 1982), niederländischer Fußballspieler
- Ruud van Hemert (1938–2012), niederländischer Filmregisseur, Drehbuchautor und Schauspieler
- Ruud Hesp (* 1965), niederländischer Fußballtorhüter
- Ruud Jacobs (1938–2019), niederländischer Kontrabassist und Musikproduzent
- Ruud Janssen (* 1959), niederländischer Maler
- Ruud Janssen (* 1979), niederländischer Schachspieler
- Ruud Kaiser (* 1960), niederländischer Fußballspieler und -trainer
- Ruud Koopmans (* 1961), niederländischer Sozialwissenschaftler
- Ruud Krol (* 1949), niederländischer Fußballspieler und -trainer
- Ruud Kuijer (* 1959), niederländischer Bildhauer
- Ruud Kuijten (* 1973), belgischer Badmintonspieler niederländischer Herkunft
- Ruud Leeuwesteijn (* 1997), niederländischer Eishockeytorwart
- Ruud Lubbers (1939–2018), niederländischer Politiker und Ökonom
- Ruud van Megen (* 1959), niederländischer Dramatiker, Drehbuchautor und Librettist
- Ruud van Nistelrooy (* 1976), niederländischer Fußballspieler
- Ruud Ouwehand (* 1958), niederländischer Jazzmusiker
- Ruud Pronk (* 1931), niederländischer Jazzschlagzeuger
- Ruud Vormer (* 1988), niederländischer Fußballspieler

### Familienname
- Asbjørn Ruud (1919–1989), norwegischer Skispringer
- Birger Ruud (1911–1998), norwegischer Skispringer und Skirennläufer
- Birk Ruud (* 2000), norwegischer Freestyle-Skier
- Casper Ruud (* 1998), norwegischer Tennisspieler
- Christian Ruud (* 1972), norwegischer Tennisspieler
- Joseph Ruud (* 1981), US-amerikanischer Wrestler, siehe Erick Rowan
- Roger Ruud (* 1958), norwegischer Skispringer
- Sif Ruud (1916–2011), schwedische Schauspielerin in Film, Fernsehen und Theater
- Sigmund Ruud (1907–1994), norwegischer Skispringer

## Abkürzung RU-UD
- ISO-3166-2-Code der russischen Republik Udmurtien